# Парковый мост через Днепр (Киев)
Парковый мост (укр. Парковий міст) — пешеходный мост через Днепр, который соединяет центральную часть Киева с парковой зоной и пляжами Труханового острова. Сооружён в 1956—1957 гг. по проекту института «Укрпроектстальконструкция» при участии Института электросварки им. Е. О. Патона АН УРСР.
Авторы проекта — инженеры А. О. Гомин, В. И. Кириенко, В. О. Сич, Г. П. Фень, О. Шумицкий, М. М. Константинов, Б. П. Петров и архитекторы А. Заваров, В. Суворов.

## Конструкция
По конструкции — цельносварной мост, возведённый с использованием автоматической сварки. Общая длина моста — 429 м, основной пролёт — 180 м, ширина пешеходной части — 7 м. Состоит из трёх центральных пролётов висячего типа и береговых участков балочной конструкции. Центральные пролёты по схеме 60 + 180 + 60 м подняты над уровнем реки на 26 м, что обеспечивает проход судов при наивысших уровнях воды. Гиперболические по профилю и жёсткие по конструкции цепи (сваренные из металлических листов) закреплены на двух пилонах рамной формы высотой 32 м. Вертикальные подвески по обеим сторонам дороги с шагом 10 м изготовлены из стальных угольников. Дорожное полотно из железобетонных плит опирается на две двутавровые сварные балки (высота 2,4 м). Береговые части выполнены в виде балочных стале- железобетонных пролётных строений: на левобережном участке — три пролёта по 36 м, на правобережном — один пролёт длиной 17,9 м. Опоры моста железобетонные, рамной конструкции. Основы всех опор — железобетонные забивные сваи (сечение 35 × 35 см, длина от 9 до 13 м).
Выразительный силуэт моста стал одним из традиционных элементов в панораме Киева.

## Галерея

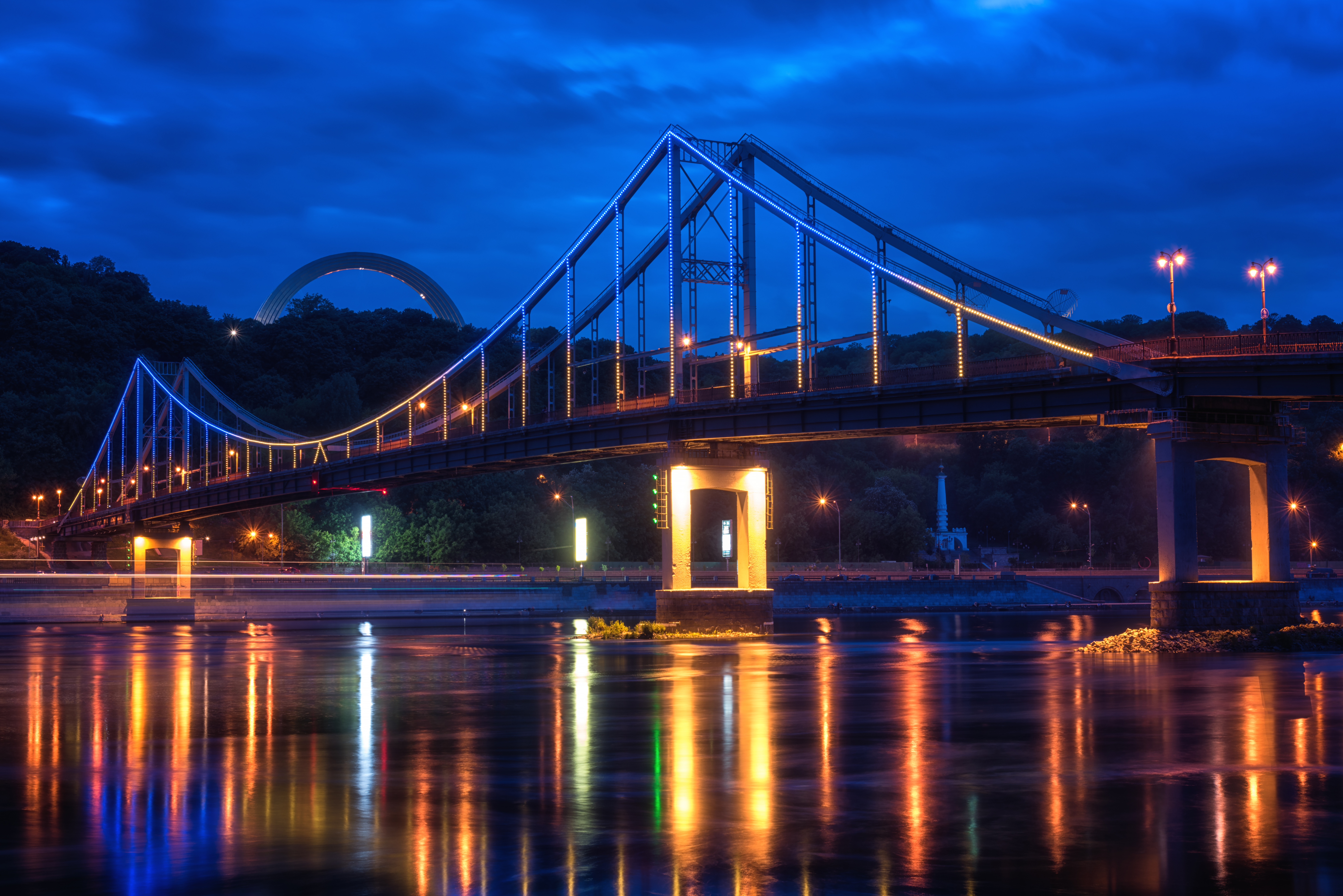
Парковый мост с ночной подсветкой
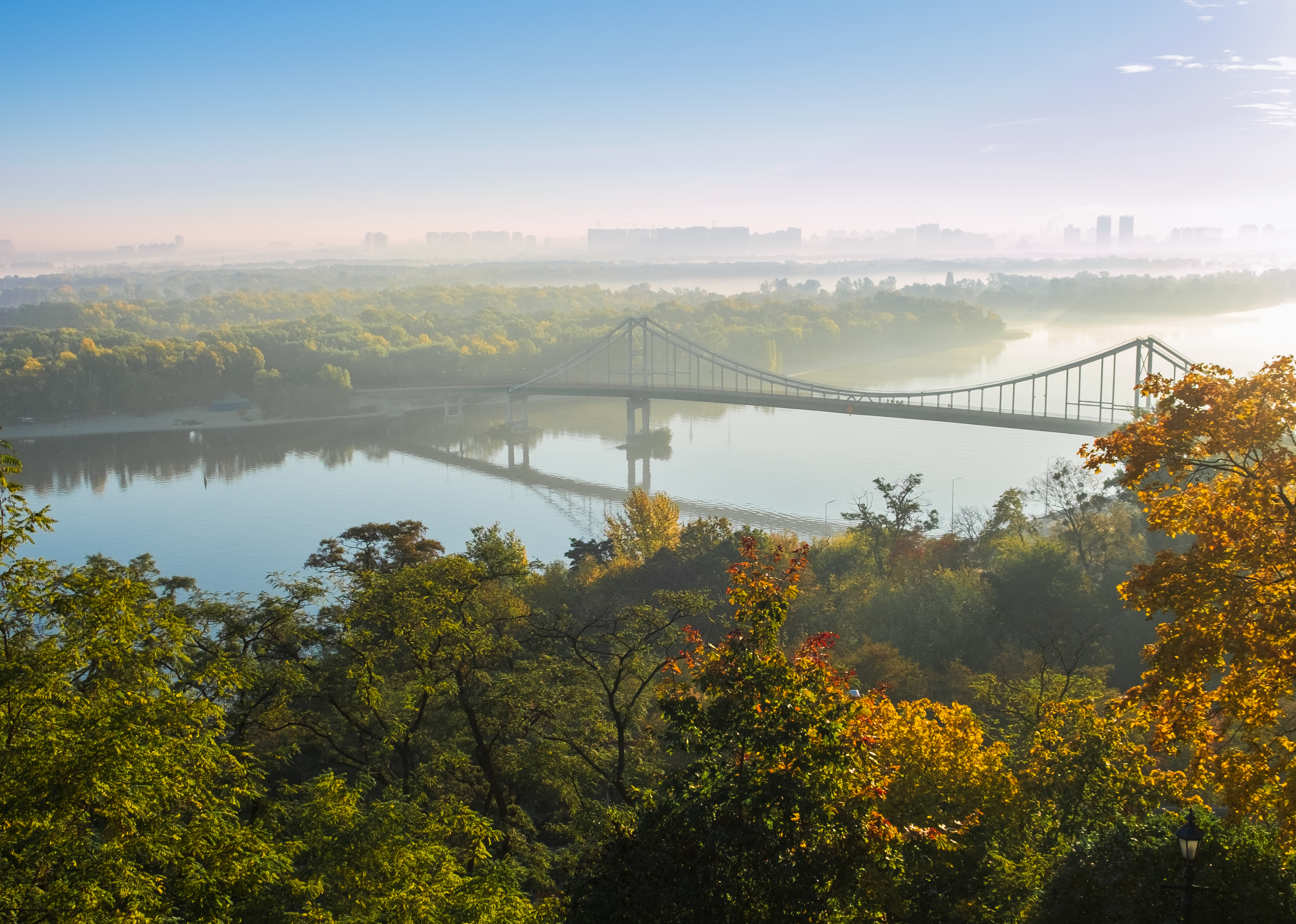
Вид на Парковый мост
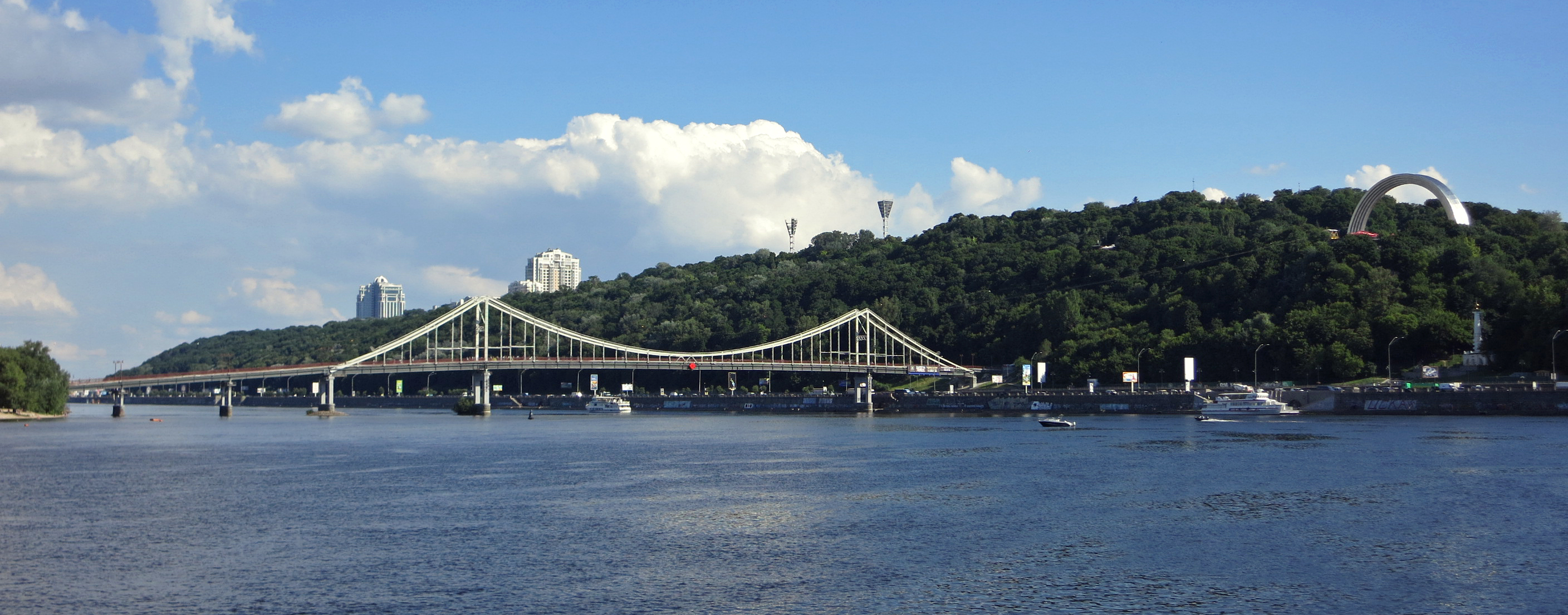
Панорамный вид с Днепра напротив Речного вокзала
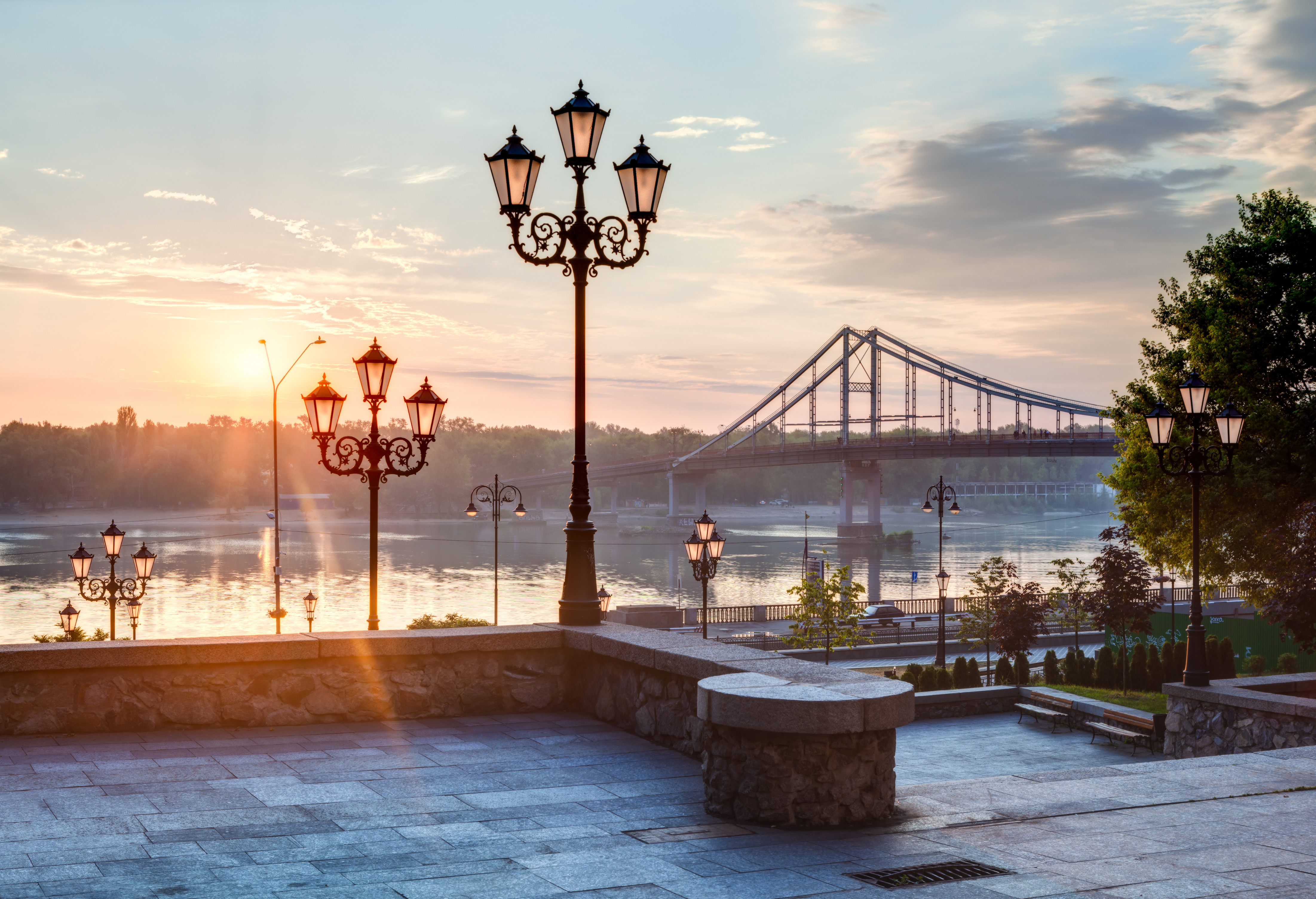
Вид из парка
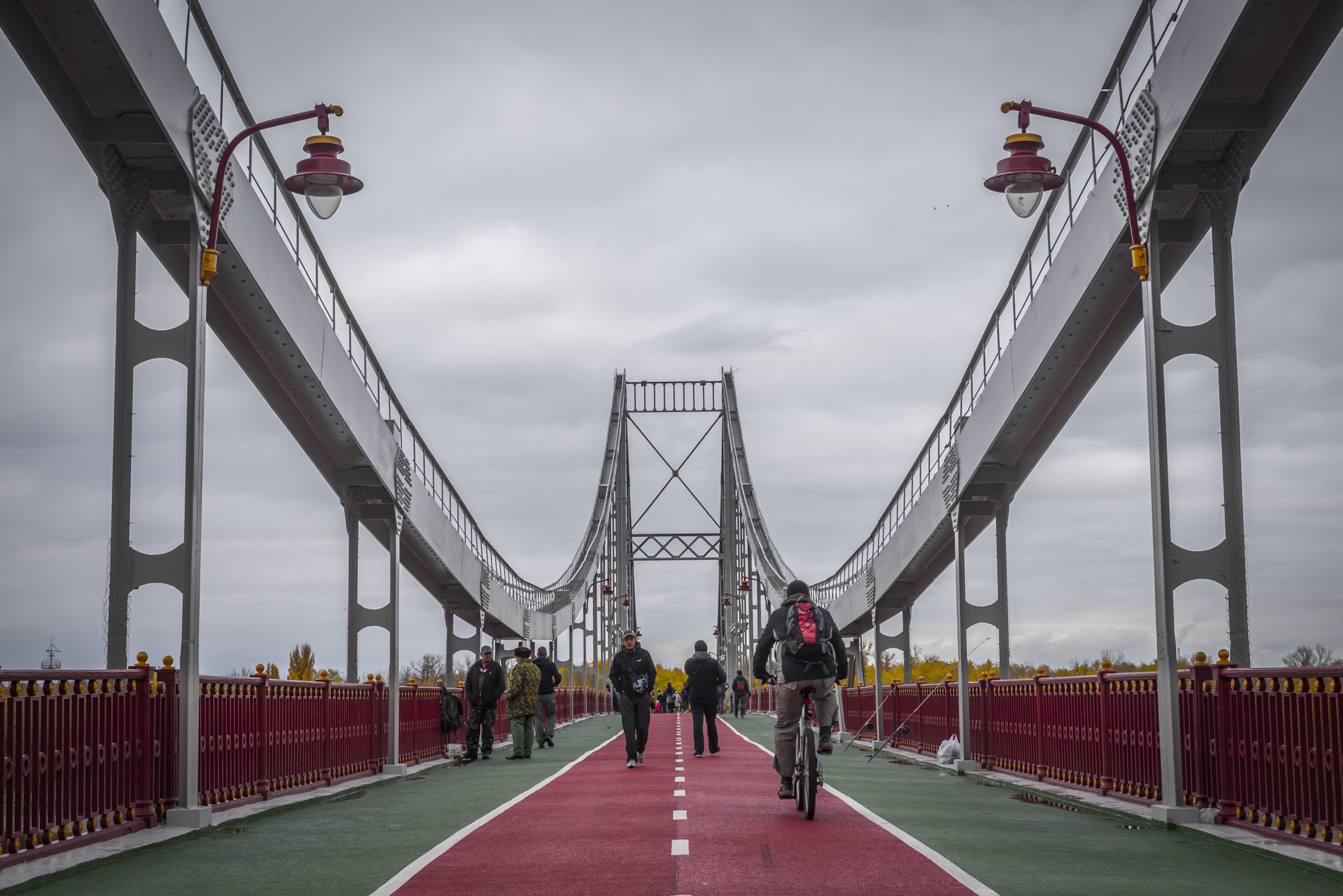
Велодорожка на мосту
Парковый мост через Днепр - детальная панорама